# Ски центар „Равна планина”
| Ски центар „Равна планина” |                                              |
|                            |                                              |
| Власник                    | Мајнекс д.о.о. Пале                          |
| Основано:                  | ски сезона 2014/2015.                        |
| Седиште:                   | Јахорински поток бб, · Пале Република Српска |
| Веб презентација           | https://www.ski-rp.com/                      |
| Контакт:                   | +387 57 226 180                              |

Ски центар „Равна планина” налази се на истоименој планини, у насељу Горње Пале, на 20 километара од Сарајева и на два километра од центра Пала. Од сезоне 2014/2015. ово скијалиште отворено је за све посетиоце.
Иначе ово скијалиште је повезано стазом за нордијско скијање и стазом за моторне санке, дужином од 12км са могућношћу рекреативног алпског скијања.

## Равна планина
Равна планина представља један од најзначајнијих центара туристичке понуде општине Пале, а саставни је дио комплекса Јахорине. Овај крајолик је природно изолован, богат шумом, биљним и животињским свијетом. Од Пала, преко Равне планине, па до Јахорине воде обиљежене планинарске стазе. Ова планина је одувијек била рај за планинаре и љубитеље природе, а морфологија терена пружа могућности организовања и одржавања спортских и туристичких приредби (како љети, тако и зими).

## Понуда ски центра
Због непосредне близине олимпијске планине Јахорине, Равна планина као излетиште, отварањем ски центра још више добија на атрактивности и својим лепотама привлачи многобројне туристе. Ски центар развијајући туристичке и спортске потенцијале, у свом саставу има следеће садржаје: ски лифт, ски вртић, беби лифт, ски рентал, ски сервис и ски школу. Kао посебна адреналинска понуда издваја се вожња зип-лајном, већи број бициклистичких и планинарских стаза, купање и пецање у језерима, ходање по води у лоптама, вожња педалинама, вожња туристичким возом кроз нетакнуту природу, посета Омладинској пећини, изнајмљивање мјеста за роштиљ и друго.
Ски центар „Равна планина” у својој понуди има 12,5km ски стаза уређених по највећим стандардима, а главна стаза дужине 1400m, која је прошла хомологацију и задовољава све светске стандарде, користи се и за одржавање ФИС трка које су ове године одржане по други пут на Равној планини.

### Гондола - Кабинска жичара
Даље, у својој понуди ски центар има и ски лифт капацитета 800 скијаша на сат, ски вртић и беби лифт, као и прву гондолу (кабинску жичару) за превоз скијаша и свих заинтересованих посетилаца. Ова гондола, као део прве фазе пројекта Јахорина Експрес, једина је овог типа у Босни и Херцеговини, у употреби је од децембра 2017. године, састоји се од 19 кабина где свака од њих превози 10 скијаша што износи 2.200 скијаша на сат. Инфраструктура овог типа до сада је красила светска скијалишта. Друга фаза предвиђа повезивање Равне планине и Јахорин. Полазна станица гондоле ће бити удаљена 700 метара од магистралног пута Сарајево–Пале–Прача, на надморској висини од 920 м.н.в., док је долазна станица смештена изнад хотела Боард на Јахорини.
Гондола се креће од ресторана „Гондола” до врха главне стазе, где се налазе још један ресторан „Гондола”, језера за вештачко оснежавање стаза, које се врши уз помоћ 11 топова. Са овог локалитета сви посетиоци могу уживати у изванредном погледу који се пружа са једне стране на Пале и Сарајево, а са друге поглед досеже до Јахорине, Златибора, Романије... Намена ове гондоле није само да се користи у зимској сезони већ да се може активно користити и током целе године за панорамско разгледање.

## Ресторански капацитети
Проширени ресторан „Гондола” располаже са 1000 места са терасама, камин салом и терасом која се простире Целом дужином ресторана. 
Нови објекат колиба „Гондола” који се налази на врху стаза располаже са 300 места.